# Gustav August Nilspeter Nilsson

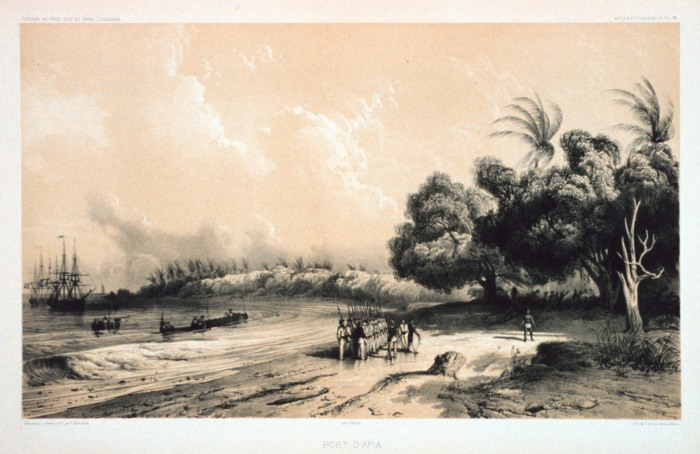
Hamnen i Apia, ca 1839

Gustav August Nilspeter Nilsson, född 5 september 1838 i Kalmar, död 19 maj 1909 i Apia, Samoa, var en svensk sjöman och utvandrare. Nilsson var stamfader för Nelsonsläkten på Samoa.

## Biografi
Lite är känt om Gustav August Nilspeter (ofta även "Nilspiter") Nilssons tidiga liv annat än att han föddes i Ödängla, Mönsterås utanför Kalmar och gick till sjöss omkring 1850 vid en ålder av 12 eller 13 år.
Nilsson arbetade som sjöman i cirka 7 år innan han slog in sig på guldgrävning först i Hokitikaområdet i Nya Zeeland och sedan även i Australien dock utan att bli rik. Han ville då pröva sin lycka med koprahandel som var en lukrativ verksamhet på många öar i Söderhavet.

### Bosättning i Söderhavet

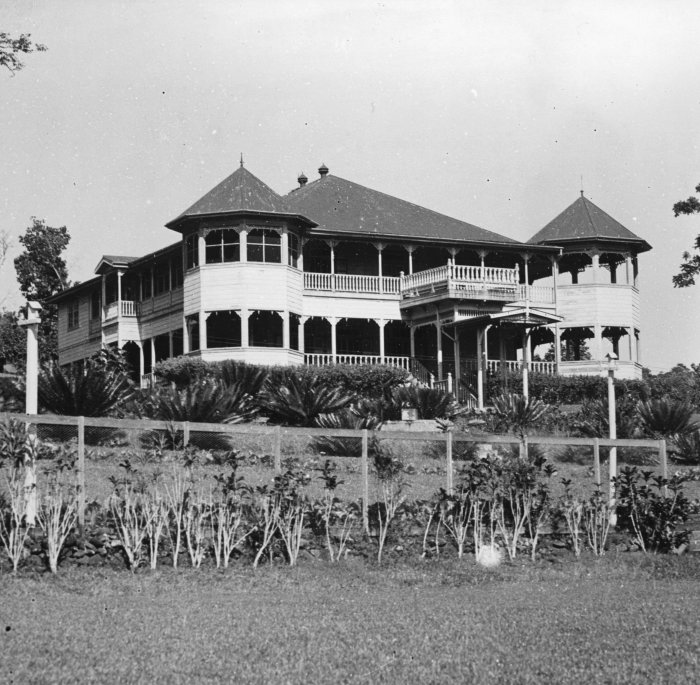
Nelsonhuset, ca 1936

Nilsson lämnade Sydney i början på 1868 och anlände till Apia den 9 mars samma år. Där slog han ihop sig med brittiske F. Cornwall och tillsammans grundade de ett handelsbolag i byarna Falelatai och Gagaemalae på Savaii och införskaffade två skonare till verksamheten. Båda fartygen förliste dock och Cornwall började med markaffärer medan Nilsson fortsatte med handelsverksamhet på Savaiis södra del.
Nilsson bytte nu namn till Augustus Nelson, affärerna gick bra och han blev en välbärgad man. 1878 flyttade han till byn Safune på den norra delen av ön. Där mötte han den samoanska kvinnan Sine Gogo Tugaga Maso' (även Sina Masoe) vars familj hade rötter i den lokala adelssläkten Sa Tupua. De gifte sig senare och paret fick sex barn med sonen Olaf som första barn.

### Senare liv
Nelson stannade i Safune fram till 1903 då han överlämnade affärsrörelsen till sin son Olaf och familjen flyttade till Apia. Den 19 maj 1909 avled Gustav Nelson i sitt hem i Apia 71 år gammal.

## Eftermäle
Nelsons son skulle bli en ledande person i Samoas arbete för självständighet och Nelsonsläkten har sedan dess spelat en aktiv roll i landets ekonomiska och politiska utveckling.
1959 invigdes biblioteket "the Nelson Memorial Public Library" mitt i Apia som delvis är donerat av familjen. Biblioteket var det första i Söderhavet som senare kom att införa Koha-systemet bl. a. med bistånd från Unesco.
1967 erhöll Kalmar läns museum en minnesgåva i form av ett traditionellt samoanskt plagg (`ie toga) till hans minne, pläden hade överlämnats till ambassadören Olof Kaijser under ett besök i Safune på Samoa året innan.